# Wohnsiedlung Utohof
Die Wohnsiedlung Utohof ist eine kommunale Wohnsiedlung der Stadt Zürich am Friesenberg beim Strassenverkehrsamt Albisgüetli. 

## Geschichte
1927 baute die Stadt Zürich auf dem Gelände des Utohofs eine Kleinhaussiedlung mit 83 Einfamilienhäusern. Vor und hinter jedem Haus gab es einen Gemüsegarten zur Selbstversorgung. Im selben Jahr wurde von der Stadt auch die Wohnsiedlung Erismannhof mit fünfstöckigen Mehrfamilienhäusern errichtet, sodass Vor- und Nachteile der Einfamilienhäuser gegenüber den Mietwohnungen verglichen werden konnten. Die Utohof-Siedlung war in den 1960er-Jahren wegen der kleinteiligen Häuser nicht mehr zeitgemäss und wurde wie die Wohnsiedlung Heuried durch eine neue Überbauung ersetzt, die in der gleichen Zeit entstand wie die Wohnsiedlung Unteraffoltern II.  

## Bauwerk
Der Utohof liegt gegenüber dem Strassenverkehrsamt oberhalb der Schweighofstrasse. Er besteht aus zwei dem Hand entlang angeordneten Zeilen mit insgesamt neun Mehrfamilienhäusern mit Flachdach und einem Hochhaus mit zehn Geschossen. Die Erschliessung mit dem öffentlichen Verkehr erfolgt über die Tramhaltestelle «Strassenverkehrsamt».